# Лувсандоржийн Гэлэгбатор
Лувсандоржийн Гэлэгбатор (монг. Лувсандоржийн Гэлэгбаатар; 1914, сомон Ханх, Хубсугульского аймака — 1939, Халхин-Гол) — старший лейтенант Монгольской народно-революционной армии, Герой Монгольской Народной Республики (посмертно, 1964).
В 1938 году окончил Центральную военную академию. Артиллерист.
28 мая 1939 года в боях на Халхин-Голе мужественно сражался с превосходящими силами противника. Погиб в бою.
29 сентября 1964 года по случаю 25-летия победы на Халхин-Голе, за большие заслуги в обеспечении победы своих частей и отличие в боях на Халхин-Голе правительством МНР награждён посмертно званием Героя Монгольской Народной Республики.